# El Brendel
El Brendel (25 de marzo de 1890 – 9 de abril de 1964) fue una artista de vodevil y actor cinematográfico de nacionalidad estadounidense, conocido sobre todo por su número en dialecto encarnando a un inmigrante sueco. Su papel más importante fue el de "Single-0" en el musical Just Imagine (1930), producido por Fox Film Corporation.

## Biografía
Su nombre completo era Elmer Goodfellow Brendel, y nació en Filadelfia, Pensilvania. Su madre era de origen irlandés, y su padre, a diferencia del personaje que encarnó su hijo, no era de origen sueco, sino alemán. Aunque Brendel hablaba inglés sin ningún tipo de acento, se hizo artista de vodevil en 1913 con un número cómico en el que utilizaba el alemán. Debido al sentimiento antialemán producido por el hundimiento del RMS Lusitania, Brendel desarrolló un nuevo personaje, que interpretaría en la pantalla y en los escenarios durante el resto de su carrera: un sueco, simple y buena persona, al que llamaba "Oley," "Ole," o "Ollie." En los años 1910 y primeros 1920 actuó junto a su esposa, la estrella de vodevil Flo Bert, interpretando un número acerca de una pareja casada. Fue durante esa época que él acuñó sus muletillas, "Yee vizz!" y "Yumpin' yiminy!".

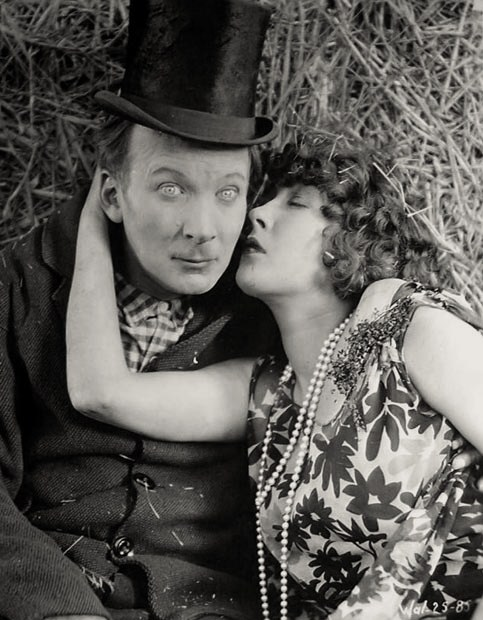
El Brendel y Yola d'Avril en Hot for Paris

En 1926 fue contratado por Famous Players Film Company y actuó en ocho películas en los siguientes dos años, destacando su intervención en Alas (1927), con Clara Bow y Charles Rogers, un film que ganó el Premio Oscar por una producción excelente (premio equiparable al actual Oscar a la mejor película). Brendel encarnaba a Herman Schwimpf, un germanoestadounidense cuyo patriotismo es puesto en duda cuando se presenta voluntario para servir en la Fuerza Aérea de los Estados Unidos.
Brendel dejó Paramount Pictures en 1927 para volver al vodevil, siendo convencido de nuevo para regresar a Hollywood en 1929 contratado por Fox Film Corporation. El estatus de Brendel creció rápidamente, en gran parte gracias a la llegada del sonido. Su personaje de "sueco simple" ahora tenía voz, y sus diálogos y malapropismos dieron al papel un nuevo encanto. Fue escogido para trabajar en las animadas comedias militares protagonizadas por los personajes "Quirt y Flagg", en las que actuaban Edmund Lowe y Victor McLaglen. Tras finalizar el rodaje de Sunny Side Up, con Janet Gaynor, Brendel fue la estrella cómica en New Movietone Follies of 1930, The Big Trail (con John Wayne), y el musical de Gershwin Delicious, en el que actuaba Gaynor, film en el que se presentaba la canción "New York Rhapsody" y en el que Brendel interpretaba "Blah Blah Blah".
En 1930 Brendel actuó en Just Imagine, un musical dirigido por David Butler, y en 1931 Fox le dio los papeles de Mr. Lemon y Silent McGee en la comedia Mr. Lemon of Orange. Aunque Fox decía que Mr. Lemon of Orange era el primer papel protagonista de Brendel, esa distinción realmente la tenía Just Imagine, film estrenado cinco meses antes.
A pesar de la positiva acogida que el público dio a Just Imagine y Mr. Lemon of Orange, se pensaba que Brendel no podría protagonizar una gran producción. Por esa razón siguió actuando con primeros papeles en películas de serie B, aunque hizo papeles de reparto en películas de mayor importancia, en la mayoría utilizando su característico acento sueco. En 1933 dejó Fox y trabajó un breve tiempo con Warner Bros. Studios rodando cortometrajes, actuando en los años siguientes como artista independiente. Su antiguo director David Butler le escogió para trabajar en dos largometrajes de gran presupuesto, Little Miss Broadway (con Shirley Temple) y If I Had My Way (con Bing Crosby y Gloria Jean).
En 1936 El Brendel debutó con Columbia Pictures en un par de cortos cómicos. Al productor Jules White le gustaba el número de Brendel, y le contrató para una serie en 1941. Brendel actuó en diferentes cortos, a menudo emparejado con conocidos humoristas, entre ellos Shemp Howard, Harry Langdon, Tom Kennedy, y Monty Collins. Brendel también interpretó largometrajes del estudio independiente PRC. Cuando terminó su trabajo con PRC y Columbia en 1945, Brendel volvió al vodevil, actuando en el cine solamente de manera ocasional. Una de sus últimas películas fue The Beautiful Blonde from Bashful Bend (1949), protagonizada por Betty Grable.
El Brendel grabó en 1950 cuatro números para Imperial Records: Frankie And Johnny, Hulda, Pinch Of Snoose y Yumpin' Yiminy (adaptación libre de la canción de 1918 Holy Yumpin Yimini).
En los años 1950 compartió con su mujer un breve período de popularidad gracias a su participación en programas televisivos de variedades, entre ellos You Asked For It, con Art Baker. Además actuó en series como Cowboy G-Men, My Little Margie, y Perry Mason. Su último film fue Laffing Time (1959), una comedia de estilo sitcom, en la que actuaban Edward Finney y Gloria Jean.
El Brendel falleció a causa de un infarto agudo de miocardio el 9 de abril de 1964 en Hollywood, California. Fue enterrado junto a su esposa en el Cementerio Hollywood Forever, en Los Ángeles.

## Selección de su filmografía

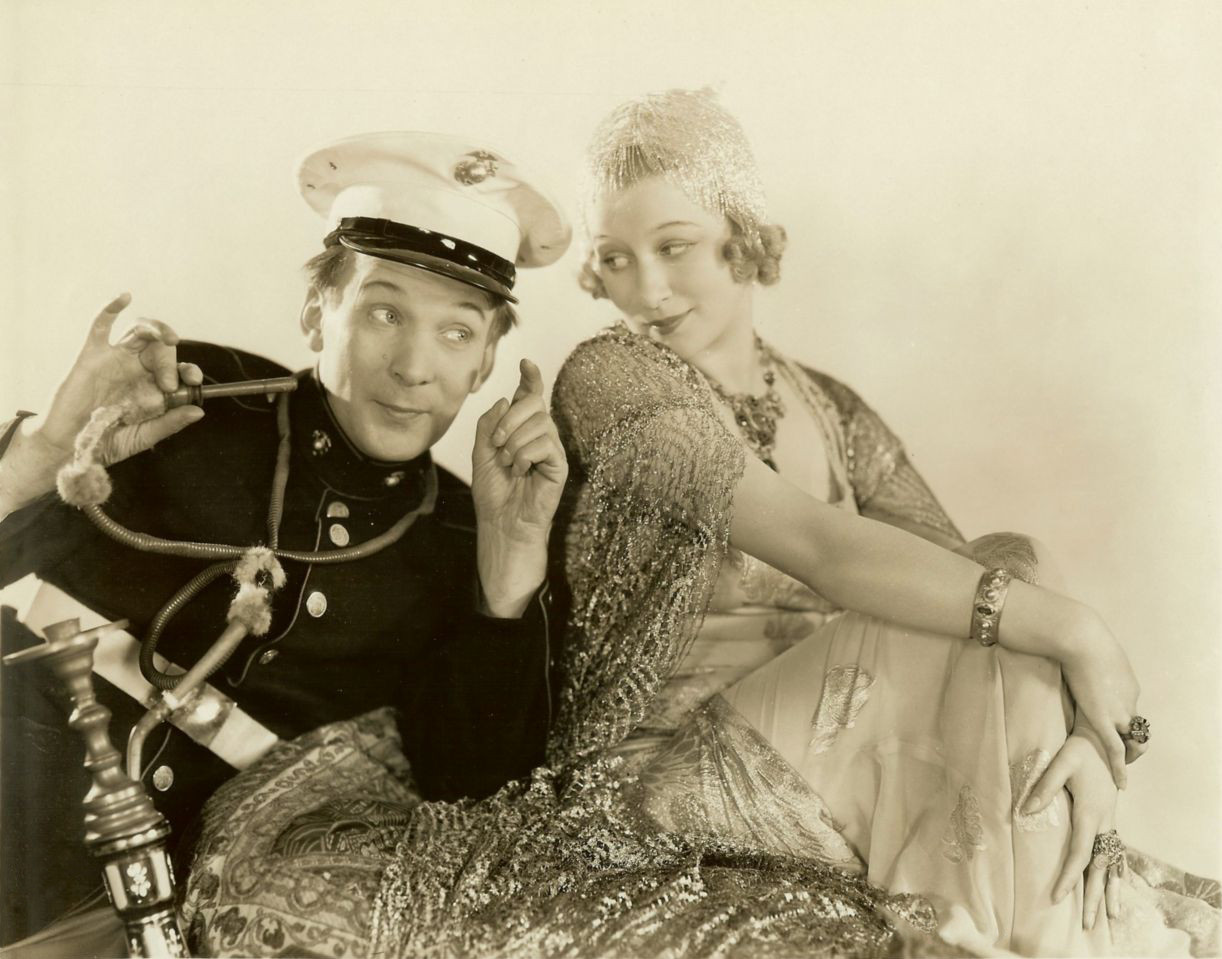
El Brendel y Greta Nissen en Women of All Nations

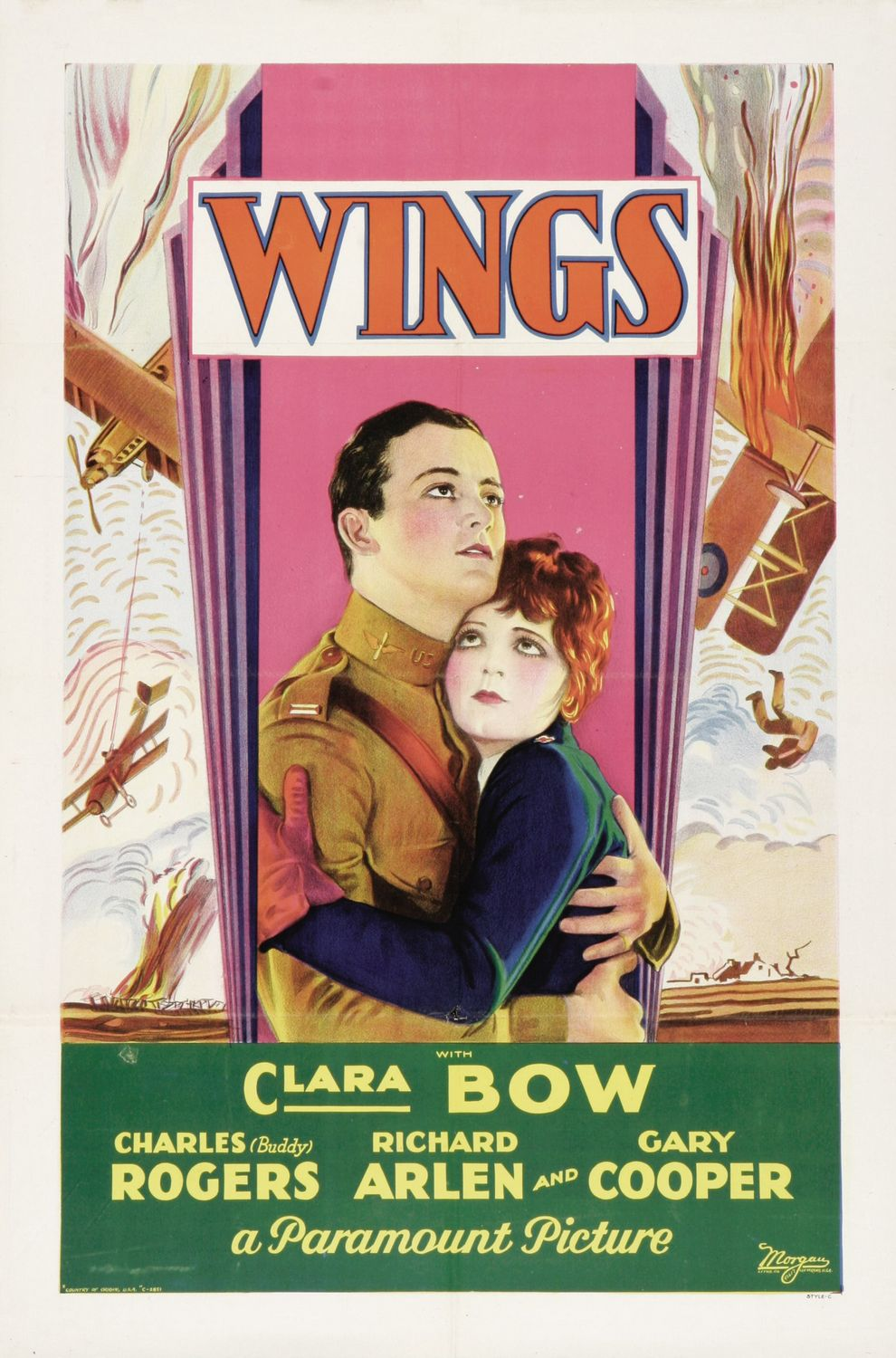
Alas (1927)

Pueden verse filmes de El Brendel en el Internet Archive y en otras páginas web.
- The Campus Flirt (1926)
- You Never Know Women (1926)
- Arizona Bound (1927)
- Rolled Stockings (1927)
- Alas (1927)
- Ten Modern Commandments (1927)
- Hot for Paris (1929)
- Frozen Justice (1929)
- Sunny Side Up (1929)
- The Cock-Eyed World (1929)
- New Movietone Follies of 1930 (1930)
- Just Imagine (1930)
- The Big Trail (1930)
- Mr. Lemon of Orange (1931)
- Delicious (1931)
- Women of All Nations (1931)
- Hot Pepper (1933)
- What, No Men! (1934)
- My Lips Betray (1933)
- Blonde Trouble (1937)
- The Holy Terror (1937)
- Happy Landing (1938)
- Little Miss Broadway (1938)
- Call a Messenger (1939)
- Captain Caution (1940)
- If I Had My Way (1940)
- Phoney Cronies (1942)
- I'm from Arkansas (1944)
- Machine Gun Mama (1944)
- The Beautiful Blonde from Bashful Bend (1949)
- Paris Model (1953)